# استان شوشی
استان شوشی (به ارمنی: Շուշիի շրջան)  نام یکی از هشت استان جمهوری آرتساخ است. که در مرکز این کشور واقع شده‌است.   ۵٬۵۹۹ نفر جمعیت دارد.

## جغرافیا
استان شوشی ۳۸۱٫۳۰ کیلومتر مربع مساحت و ۴۳۲۴ نفر جمعیت دارد  واقع شده‌است.